# 오스트레일리아 농업자원경제국
오스트레일리아 농업자원경제국(Australian Bureau of Agricultural and Resource Economics, ABARE)은 자원, 에너지, 농림수산업, 무역, 환경 등과 관련하여 국내 및 국제적 상담 및 정보서비스를 제공한다.